# Pandemia de COVID-19 en Kazajistán
Los primeros casos confirmados de la pandemia de COVID-19 en Kazajistán fueron registrados el día 13 de marzo de 2020, las víctimas eran dos hombres en Alma Ata que habían regresado recientemente de Alemania. En ese mismo día se confirmaron dos casos más, una mujer en Nur-sultán que llegaba de Italia y otra mujer que venía también de Alemania.
Hasta el 21 de febrero de 2022 se han registrado 1,299,083 casos, 13,543 fallecidos y 1,254,041 recuperados de COVID-19 en el territorio nacional.

## Cronología

### Marzo 2020
El 13 de marzo, dos ciudadanos kazajos de Alma Ata que habían regresado recientemente de Alemania, fueron confirmados como infectados de COVID-19, siendo los primeros casos confirmados en el país.
El 15 de marzo, el presidente de Kazajistán presentó un estado de emergencia en toda la república para el período comprendido entre las 8:00 a. m. del 16 de marzo hasta las 7:00 a. m. del día 15 de abril. Muchos días festivos como Nouruz y el desfile militar del Día de la Victoria fueron cancelados.
El 22 de marzo, se detectó por primera vez un caso de coronavirus en la provincia de Aktobé.
El 26 de marzo, dos pacientes fueron dados de alta por primera vez en Nur-sultán y Alma Ata, y ese mismo día, se registró la primera muerte por el COVID-19 en Nur-Sultan, que tenía 64 años de edad residente de la aldea de Kosshi.
El 27 de marzo, se confirmaron los primeros casos de coronavirus en las provincias de Atirau, Pavlodar y Mangystau.
El 28 de marzo, se registraron los primeros casos del virus en las provincias de Kazajistán Oriental y Kyzylorda.
El 29 de marzo, se confirmó el primer caso del coronavirus en la provincia de Kazajistán Occidental.
El 31 de marzo, un primer caso fue encontrado en la provincia de Kazajistán Meridional.

### Abril 2020
El 3 de abril, la provincia de Kostanay registró su primer caso de coronavirus, confirmando así que todas las provincias del país estaban contagiadas del coronavirus.

### Junio 2020
En Astaná, los casos confirmados de COVID-19 aumentaron drásticamente, al igual que los casos de neumonía en general (posiblemente una indicación de que muchos pacientes no están siendo examinados para COVID-19).

### Julio 2020
El 1 de julio ocurrió un aparente aumento de los casos, fue causado por el cambio del gobierno en la forma en que reportó casos. A partir de ese día, se incluyeron casos asintomáticos en el total.

Número de casos (azul) y número de fallecidos (rojo) en una escala logarítmica.